# Przerzutnik typu T

Symbol przerzutnika typu T

Przerzutnik typu T (ang. toggle flip-flop) – przerzutnik, który po podaniu wartości logicznej 1 na wejście T i wyzwoleniu zboczem sygnału zegarowego (przeważnie opadającym), zmienia stan wyjść na przeciwny. Podanie 0 na wejście T powoduje zachowanie bieżącego stanu przerzutnika. Zachowanie przerzutnika typu T może być opisane równaniem:
{\displaystyle Q_{next}=T\oplus Q}
i tabelą przejść przerzutnika:
| T | Q(t) | Q(t+1) |
| - | ---- | ------ |
| 0 | 0    | 0      |
| 0 | 1    | 1      |
| 1 | 0    | 1      |
| 1 | 1    | 0      |

Przerzutnik typu T może służyć jako prosty układ dzielenia częstotliwości przez 2. W niektórych przypadkach umożliwia zbudowanie znacznie prostszych układów (np. liczników synchronicznych) niż przy zastosowaniu przerzutników typu D lub JK. Jednak przerzutniki te są stosowane bardzo rzadko ze względu na ich właściwości.